# Incretină

Agoniști ai receptorilor GLP-1 și inhibitorii de DPP-4

Incretinele alcătuiesc un grup de hormoni metabolici care induc scăderea glicemiei (nivelului de glucoză de la nivel sanguin). Acestea sunt secretate după consumarea alimentelor și cresc secreția de insulină de la nivelul celulelor beta din insulele lui Langerhans din pancreas.
Unele incretine (de tipul GLP-1) au de asemenea rolul de a inhiba secreția de glucagon (care acționează în sens invers față de insulină) de la nivelul celulelor alfa pancreatice. Acestea scad viteza absorbției nutrienților în circuitul sanguin. Exemple includ peptidele GLP-1 (peptida 1 similară cu glucagonul) și GIP (peptida insulinotropică dependentă de glucoză). Cele două peptide fac parte din superamilia peptidelor glucagonului, și ambele sunt inactivate rapid de enzima dipeptidil-peptidaza-4 (DPP-4).

## Incretinomimetice
Incretinomimeticele sunt medicamente antidiabetice care stimulează activitatea incretinelor, fiind utilizate în tratamentul diabetului zaharat de tipul 2. Acestea pot acționa fie ca agoniști ai receptorilor pentru GLP-1, fie ca inhibitori al enzimei DPP-4, care degradează incretinele.

### Agoniști ai receptorilor GLP-1
- Exenatidă (Byetta, Bydureon)
- Liraglutidă (Victoza, Saxenda)[10]
- Lixisenatidă (Lyxumia în Europa)[11]
- Albiglutidă (Tanzeum)[12]
- Dulaglutidă (Trulicity)[13]
- Semaglutidă (Ozempic, Rybelsus)[14]

### Inhibitori ai DPP-4
- Sitagliptină (Januvia)
- Vildagliptină (Galvus)
- Saxagliptină (Onglyza)
- Linagliptină (Tradjenta)[15]